# 이재현 (세종특별자치시의원)
이재현(李載鉉, 1949년 9월 10일~)은 대한민국의 공무원 출신 정치인이다. 제3대 세종특별자치시의회의원(2018~2022)을 지냈다. 충청남도 연기군 출생이다.

## 역대 선거 결과
|  | 33.16% |

|  | 60.43% |

## 경력
- 제3대 세종특별자치시의회 의원(행정복지위원회)
- 제3대 세종특별자치시의회 의회운영위원회 위원장(전반기)
- 대한적십자사 대전·세종지사 대의원
- 민주평화통일자문회의 자문위원
- 더불어민주당 전국대의원
- 연기군 예산계장, 행정과장
- 연기군 소정면장, 전의면장, 서면장(연서면), 남면장(연기면)
- 연기군 문화공보과장, 자치행정과장
- 행정중심복합도시 건설지원사업소장(서기관)